# مدينة جازان العليا
مدينة جازان العليا أو درب النجا هي مدينة أثرية من أقدم مدن المنطقة ويعود تاريخها إلى القرن الرابع الميلادي، وتقع في العدوة الجنوبية لوادي جازان في محافظة أبي عريش وتبعد 35 كيلو متراً إلى الشرق من جازان، وتبعد 8 كيلو مترات إلى الشمال الشرقي من أبو عريش. أشار أبو محمد الهمداني إليها، ويرى بعض المؤرخين أن المدينة قامت عندما أصبحت عاصمة المخلاف السليماني في القرن السادس الهجري.
تسمى مدينة تاريخية باسم جازان الأعلى، وتسمى أيضًا درب النجا، تقع شرق بلدة حاكمة أبي عريش وتدل آثارها الماثلة على ما كان لها من ماض عمراني وتاريخ اجتماعي عريق، ولا يعرف على وجه التحقيق شيء من ماضي تاريخها القديم سوى إنها اتخذت قاعدة من قبل أسرة الأمراء الشطوط والأمراء القطبيون، وقد وصف منعتها وقوة تحصينها وعظمة بنائها الشاعر ابن هتيمل في القرن السابع الهجري، وكذلك الشاعر الجراح بن شاجر في القرن التاسع الذي وصف زهو بنيانها وجمال قصورها، وقد كتب عنها بإسهاب المؤرخ محمد بن أحمد العقيلي في كتابه الآثار في منطقة جازان.

## اكتشاف المدينة وآثارها
كشف الوادي عن الجزء الجنوبي من المدينة إثر تدفق السيول في وادي جازان في خمسينات القرن العشرين، حيث ظهرت شرفات ودهاليز وأساسات لعديد من المبان والتي تمتد من عمق الوادي إلى شماله، ويعتقد أن أجزاء أخرى من المبان والدهاليز ما زالت تحت الرمال.
تضم المدينة عدة حصون وقلاع أشهرها قلعة الثريا والتي ظلت صامدة حتى القرن الحادي عشر الهجري، كما تضم المدينة مسجداً أثرياً لم يبق إلا أساساته. يحيط بالمدينة سورٌ يبلغ سمكه المترين، وعلى بعد 70 متراً يقع برج للمراقبة.
عثر في المدينة على نقشين، الأول يعود للقرن التاسع الهجري ونقل إلى مركز الملك عبد العزيز التاريخي في الرياض، والثاني يعود للقرن الثامن الهجري ونقل إلى متحف جازان للآثار. يوجد بالقرب من المدينة منارة أيضاً يعتقد أنها أقيمت في القرن الهجري العاشر.

## تاريخ المدينة

### عهد الأشراف القطبيين
تعرضت المدينة للعديد من الهجمات خلال تاريخها أولها كان في عهد أمرائها القطبيين، وذلك حين هجم شريف مكة عليها في سنة 882 للهجرة الموافق 1477، حيث قام الشريف محمد بن بركات بشن الحرب على الشريف أبو الغوائر أحمد بن دريب أمير درب النجا. وسبب ذلك هو أن الشريف أحمد كان يقوم بإيواء من ينفيه الشريف محمد أو تقع بينهم خصومة كالشريف علي بن بركات والذي استطاع بمساعدة الشريف أحمد استخدام موانئ المخلاف السليماني للوصول إلى مصر والتقدم بشكوى لدى السلطان قايتباي ضد الشريف محمد. ما أن وصل الشريف محمد إليها في ربيع الأول حتى حاول شيوخ المنطقة إقامة الصلح فاشترط أن يدخل من باب ويخرج من الآخر وهو ما رفضه الشريف أحمد. بعد هذا الرفض تلاقى الجيشان وانهزم جيش الشريف أبو الغوائر وقام جيش الشريف محمد باستباحة المدينة وإحراق حصونها وتخريب سورها ونهبت الكتب والثياب والأسلحة، وعرف هذا الخراب باسم الخراب الأول.
بعد مغادرة الشريف محمد عاد الشريف أحمد للمدينة وحاول إصلاح ما تدمر منها، لكن المدينة تعرضت للدمار مرة أخرى في عهد أميرها الشريف أحمد بن المهدي بن أحمد بن دريب حين امتنع عن دفع ما عليه لأمير زبيد والذي هجم على المدينة في سنة 934 للهجرة وخرب المدينة وبلدان كثيرة. بعد ذلك ازدهرت المدينة والعمارة وتنافس سكانها مع سكان أبو عريش في ذلك، وذلك في عهد أميرها عامر بن يوسف العزيز بن أحمد بن دريب. الاستقرار الذي حظيت به المدينة لم يدم، حيث قام قيس الحرامي أمير السلطنة الحرامية بحملتين في سنتي 940 و942 للهجرة بمساعدة من شريف مكة أبو نمي بن بركات إلا أن الشريف عامر استطاع إلحاق الهزيمة بقيس والذي هب شريف مكة لنصرته لازدياد خوفه من علاقة الشريف عامر الطيبة مع مصر والعثمانيين فأعد حملة برية وبحرية. قام جيش الشريف أبو نمي بمحاصرة المدينة لسبعة أيام ثم هدم السور والدخول للمدينة وهزيمة الشريف عامر ونهب المدينة وهدم قلعة الثريا وسور المدينة وجميع بيوت المدينة وسويت جميعها بالأرض، وبذلك فقدت المدينة أهميتها بكونها عاصمة المخلاف السليماني.

### عهد العثمانيين
بعد أن استطاع العثمانيون القضاء على الجراكسة في مدينة زبيد، قاموا بإعادة بناء القلعة وترميم السور وإعمار المدينة وبدأوا باستخدامها كسجن وخط دفاع. اشتهر من أمرائها آنذاك الأمير حسن بن بهلوان والذي عرف بظلمه الشديد لسكان جازان والذي استخدم قلعة الثريا كسجن لمن يأسره. في عهد أميرها «الآغا الأحور» قام الأمير عز الدين ابن الإمام يحيى شرف الدين بمحاصرة القلعة والمدينة لخمسين يوماً لشدة تعزيزاتها وكان جيشه يصعد على قبة قبر الشريف أحمد بن دريب وعلى قبة الجامع وعلى المنارة ويرمون الأتراك بالرصاص. ما أن غادر الأمير عز الدين حتى قام الأتراك بهدم الجامع والمنارة وقبة القبر وجميع المباني حول القلعة لتبقى حصناً للأتراك ضد ثورات أهل المخلاف.

### خراب المدينة
بعد أن استطاع الإمام المطهر بن يحيى شرف الدين من هزيمة الأتراك في زبيد حتى أخرج جيشاً كبيراً بقيادة الشيخ سراج بن عثمان في سنة 975 للهجرة للاستيلاء على إقليم جازان. تراجعت الحامية التركية في أبو عريش إلى القلعة والتي لم تستطع حاميتها من الخروج فظلت متحصنة. قام الشيخ سراج بمحاصرة القلعة مع سكان جازان ولم تطل المقاومة حيث أعلن «الآغا سنان طمطاز» الاستسلام بشرط الحفاظ على أرواحهم فغادروا إلى زبيد، ثم قام الشيخ بإخراب القلعة وهدمها ونهب كل ما فيها من الأسلحة والبنادق والمدافع والتحف.

### التاريخ الحالي
بعد خراب المدينة بني على أنقاضها قرية صغيرة تسمى «الجدر» في حين اختفت أجزاء كبيرة من الأنقاض تحت غابة شجر الأراك والتي نمت على الأنقاض منذ القرن الحادي عشر الهجري حيث وصفها المؤرخون كالضمدي من القرن الحادي عشر والبهكلي من القرن الثاني عشر بأنها مغطاة بأشجار الأراك الضخمة.

## أطلال المدينة
تقع أطلال مدينة جازان العليا على الحافة الجنوبية لوادي جازان وإلى الشرق من قرية حاكمة أبي عريش، وتطل على الوادي من موقعها المرتفع في طرف الحرة المسماة حرة مراح (الراح)، وهي مغطاة بغابة من شجر الأراك الذي يمتد ليغطي معظم الجدران المتبقية من أطلال المدينة بحيث لا يرى منها إلا بعض أطراف السور الذي كان محدقاً بالمدينة، حين ازدهارها حتى أن الأهالي يسمون الموقع باسم الجُدُر أو الجدور نسبة إلى جدران الأسوار المحدقة بالموقع، أما داخل السور فمن الصعب تبين أطلال القلعة والمرافق الملحقة بها، ومنازل المدينة ودروها، لأن كل هذه الأطلال علتها أشجار الأراك الضخمة، ولا يرى من خلالها إلا ركام الأحجار، وبعض أطراف الجدران التي لا تزال متماسكة وهناك بعض البقع بين الأشجار تتخللها أساسات بعض المنازل، ومسجد صغير لا يمكن أن تشكل وحدها صورة لتلك المدينة التاريخية، ولا يمكن عمل خريطة للموقع، أو تقديم وصف دقيق له ما لم تزل تلك الأشجار المزعجة التي تقصر الجهود الفردية دون إزالتها وتنظيف المكان منها.
وهناك وصفاً مفيداً تركه البهكلي عند تجديد قلعة جازان على يد الشريف أحمد بن غالب في شهر شعبان سنة 1104 هـ الموافق بين عامي (1692 - 1693)، حيث يذكر ان الشريف أحمد أمر بقطع الأشجار التي سترت أرضها، ثم ضرب خيمة بالموقع، وأكثر من الصناع والعمال الذين امتلأ بهم المكان بعد أن كان مقفرًا، وبالغ في إعادة تلك القلعة كما كانت، وأقامها على أسسها القديمة التي كانت عرضتها سبعة أضرع ونصف الذراع، ومساحتها عند إعادة بنائها كانت حوالي 7000 متر مربع، وبذل الشريف احمد بن غالب عناية كبيرة في توثيق بنيانها وإحكامه بحيث تستطيع الصمود أمام الحروب وشدة الحصار، وزار المؤرخ محمد بن أحمد العقيلي أطلال جازان العليا واستطاع تَبَين موقع القلعة، وبعض مرافقها على الرغم من وجود الشجار الكثيفة التي كانت تغطي بعض جدرانها، ويذكر أن أطلال القلعة تقع في الناحية الشمالية الغربية، وأنها تتكون من عدد من المباني ومن أبراج قوية البناء، تظهر عليها بقايا النورة التي طليت بها، وبداخلها بئر واسعة ولا تزال حوائط القلعة وغرفتها متماسكة البنيان يصل ارتفاع بعض جدرانها القائمة إلى ستة أذرع، ولو أن أغلب مبانيها مردوم ومدفون، ويذكر العقيلي أن بقية المباني تقع إلى الشمال والجنوب من القلعة، ومن ذلك وجود آثار حصن في الجهة الجنوبية الغربية، له بوابة رئيسة محاطة ببرجين قويين من جانبها، وتفضي تلك البوابة إلى دهليز كبير في نهايته بوابة أخرى محصنة ببرجين أيضاً ويليها بنايات متهدمة ومسجد صغير، والمدينة كانت مسورة ولازالت بقايا أسوارها ماثلة للعيان حتى اليوم، ويصل ارتفاعها في بعض الجهات إلى ثلاثة أمتار، ويقدر العقيلي محيط السور بأنه يزيد على أربعة كيلومترات، ويقرر أنها هي المدينة الوحيدة من مدن المخلاف السليماني التي كانت محاطة بأسوار.

## وصلات خارجية
- درب النجا سر تحول القرية الصغيرة إلى عاصمة المخلاف السليماني